# KC and the Sunshine Band
KC and the Sunshine Band — американская музыкальная группа, основанная в 1973 году в Майами, штат Флорида, США. В своём творчестве коллектив использовал такие жанры, как фанк, R&B, и диско. Среди наиболее известных песен можно упомянуть «That's the Way (I Like It)», «(Shake, Shake, Shake) Shake Your Booty», «I'm Your Boogie Man», «Keep It Comin' Love», «Get Down Tonight», «Give It Up», «Please Don't Go».
Название группы происходит от фамилии ведущего вокалиста Гарри Кейси («KC», кей-си) и «Sunshine Band» («солнечная группа», от неформального названия родного штата Кейси, Флориды, — «солнечный штат»).

## История
Группа была основана Гарри «KC» Уэйном Кейси, работавшим в музыкальном магазине, а также подрабатывавшего на лейбле TK Records в Майами. Кейси первоначально назвал свою группу «KC & The Sunshine Junkanoo Band», так как он пользовался услугами студийных музыкантов лейбла и местного коллектива Miami Junkanoo Band. Затем он познакомился с Ричардом Финчем, работником TK. Именно тогда началось сотрудничество двух музыкантов. Сначала членами группы были только Кейси и Финч, но вскоре они пригласили гитариста Джерома Смита (18 июня 1953 — 28 июля 2000) и ударника Роберта Джонсона, сессионных музыкантов TK Records.
Успех первых записей, «Blow Your Whistle» (сентябрь 1973) и «Sound Your Funky Horn» (февраль 1974), в американском R&B чарте убедил участников в необходимости продолжения работы в выбранном направлении. Во время работы в студии была создана демозапись с гитарной партией Смита. Добавив вокал George McCrae, Кейси и Финч получили «Rock Your Baby», мега-хит 1974 года.
За успехом одноимённого альбома 1975 года последовал первый крупный хит американских чартов, «Get Down Tonight». Череда продолжилась в 1976 году, когда три песни с альбома Part 3 последовательно попали в топ-3: «I'm Your Boogie Man», «(Shake, Shake, Shake) Shake Your Booty» и «Keep It Comin' Love». Последним успехом группы стал сингл «Please Don't Go» декабря 1979—января 1980 года. В это время наметился упадок диско, посему группа начала обращаться к другим жанрам. Последовала и смена лейбла: новым стал Epic Records, после того как TK Records разорился в 1980 году.
Тем не менее, время было уже не то, и в 1981 году партнёрство между Кейси и Финчем из-за неурядиц подошло к концу. И хотя группой записывался и издавался новый материал, коммерческого успеха он не имел — за редким исключением сингла «Give It Up», поднявшегося на первую строчку британских хит-парадов в 1982 году. К 1985 году активность группы сошла на нет после отказа Кейси от дальнейшей работы.
В 1991 году, когда наметился новый всплеск интереса к музыке диско, Кейси собрал фактически новую группу под старым именем и продолжил работу. Студийный альбом Oh Yeah! 1993 года стал первым за предшествующие десять лет.
28 июля 2000 года Джером Смит погиб в результате несчастного случая.

## Дискография

### Альбомы
Студийные
- Do It Good (1974)
- KC and the Sunshine Band (1975) US #4, UK #26
- The Sound of Sunshine (1975) US #131 — Инструментальный альбом, исполнитель обозначен как The Sunshine Band
- Part 3 (1976) US #13
- Who Do Ya Love (1978) US #36
- Do You Wanna Go Party (1979) US #50
- Space Cadet (1981)
- The Painter (1981)
- All in a Night's Work (1982) UK #46
- KC Ten (1984) US #93 — Исполнитель обозначен как KC
- Oh Yeah! (1993)
- I’ll Be There For You (2001)
- Yummy (2007)

Сборники
- Greatest Hits (1980) US #132, UK #10
- The Best of KC and the Sunshine Band (1990)
- Greatest Hits Vol. 2 (1990)
- Get Down Live! (1995) (live)
- Shake, Shake, Shake and Other Hits (1997)
- I'm Your Boogie Man and Other Hits (1997)
- Live: Get Down Tonight (1998) (live)
- 25th Anniversary Collection (1999)
- In a Mellow Mood (2005)

### Синглы
| 1973                                      | «Blow Your Whistle»                      | —   | 27 | —  | —  | —  | Do It Good               |
| 1974                                      | «Queen of Clubs»                         | 66  | 25 | —  | —  | 7  | Do It Good               |
| 1974                                      | «Sound Your Funky Horn»                  | —   | 21 | —  | —  | 17 | Do It Good               |
| 1974                                      | «I’m a Pushover»                         | —   | 57 | —  | —  | —  | Do It Good               |
| 1975                                      | «Get Down Tonight»                       | 1   | 1  | 6  | —  | 21 | KC and the Sunshine Band |
| 1975                                      | «That's the Way (I Like It)»             | 1   | 1  | 1  | —  | 4  | KC and the Sunshine Band |
| 1975                                      | «Shotgun Shuffle»                        | 88  | 25 | —  | —  | —  | The Sound of Sunshine    |
| 1975                                      | «I’m So Crazy ('Bout You)»               | —   | —  | —  | —  | 34 | KC and the Sunshine Band |
| 1976                                      | «(Shake, Shake, Shake) Shake Your Booty» | 1   | 1  | 9  | —  | 22 | Part 3                   |
| 1976                                      | «Wrap Your Arms Around Me»               | 48  | 24 | —  | —  | —  | Part 3                   |
| 1976                                      | «I Like to Do It»                        | 37  | 4  | —  | —  | —  | Part 3                   |
| 1977                                      | «I'm Your Boogie Man»                    | 1   | 3  | —  | —  | 41 | Part 3                   |
| 1977                                      | «Keep It Comin' Love»                    | 2   | 1  | —  | 36 | 31 | Part 3                   |
| 1978                                      | «Black Water Gold»                       | —   | —  | 28 | —  | —  | —                        |
| 1978                                      | «Boogie Shoes»                           | 35  | 29 | —  | —  | 34 | Saturday Night Fever     |
| 1978                                      | «It’s the Same Old Song»                 | 35  | 30 | —  | —  | 47 | Who Do Ya Love           |
| 1978                                      | «Do You Feel All Right?»                 | 63  | —  | —  | —  | —  | Who Do Ya Love           |
| 1978                                      | «Who Do Ya Love»                         | 68  | —  | —  | —  | —  | Who Do Ya Love           |
| 1979                                      | «Do You Wanna Go Party»                  | 50  | 8  | —  | —  | —  | Do You Wanna Go Party    |
| 1979                                      | «Please Don't Go»                        | 1   | —  | —  | 27 | 3  | Do You Wanna Go Party    |
| 1979                                      | «Que Pasa»                               | —   | —  | —  | —  | —  | Do You Wanna Go Party    |
| 1980                                      | «Yes, I'm Ready» (с Teri DeSario)        | 2   | 20 | —  | 1  | —  | Moonlight Madness'       |
| 1980                                      | «Dancing in the Street» (с Teri DeSario) | 66  | —  | —  | —  | —  | Moonlight Madness'       |
| 1980                                      | «Let’s Go Rock and Roll»                 | —   | —  | —  | —  | —  | Greatest Hits            |
| 1980                                      | «Make Me a Star»                         | —   | —  | —  | —  | —  | Space Cadet              |
| 1980                                      | «Space Cadet»                            | —   | —  | —  | —  | —  | Space Cadet              |
| 1981                                      | «Redlight»                               | —   | —  | —  | —  | —  | Space Cadet              |
| 1981                                      | «Love Me»                                | —   | —  | —  | —  | —  | The Painter              |
| 1981                                      | «Something’s Happening»                  | —   | —  | —  | —  | —  | The Painter              |
| 1982                                      | «(You Said) You’d Gimmie Some More»      | —   | —  | 9  | —  | 41 | All in a Night’s Work    |
| 1982                                      | «Don’t Run (Come Back to Me)»            | 103 | —  | —  | 12 | —  | All in a Night’s Work    |
| 1983                                      | «Give It Up»                             | 18  | —  | —  | —  | 1  | KC Ten                   |
| 1984                                      | «Are You Ready?»                         | 104 | —  | —  | —  | —  | KC Ten                   |
| 1990                                      | «Game of Love»                           | —   | —  | —  | —  | —  | —                        |
| 1992                                      | «PLease Don’t Go '92»                    | —   | —  | —  | —  | —  | Oh Yeah!                 |
| 1993                                      | «Megamix (The Official Bootleg)»         | —   | —  | —  | —  | —  | Oh Yeah!                 |
| 1993                                      | «Will You Love Me in the Morning»        | —   | —  | —  | —  | —  | Oh Yeah!                 |
| 2001                                      | «I’ll Be There for You»                  | —   | —  | —  | —  | —  | I’ll Be There for You    |
| «—» означает, что песня не попала в чарты |                                          |     |    |    |    |    |                          |